# 沙莉口孵非鯽
沙莉口孵非鯽，為輻鰭魚綱鱸形目隆頭魚亞目慈鯛科的其中一種，被IUCN列為易危保育類動物，分布於非洲Lufira河流域，體長可達9.6公分，棲息在中底層水域，生活習性不明。